# Engyodontium aranearum
 (janvier 2024).
Engyodontium aranearum est une espèce de champignon ascomycète de la famille des Cordycipitaceae.
Ce champignon s’attaque à quelques espèces d'arachnides, tel le Pholcus phalangioides ou encore les Opiliones. 
Ces arachnides sont en effet caractérisés par le fait d’avoir de longues et fines pattes. Leur exosquelette est également moins épais, notamment au niveau des points articulés, ce qui permet au parasite de pénétrer dans leur corps et de les infecter.
Engyodontium aranearum n’est cependant pas un champignon très commun, et il préfère les zones fraîches et légèrement humides. C’est la raison pour laquelle il est possible de l’observer dans les caves ou les sous-sols des habitations.
Il provoque une mortalité de 100 % chez les araignées infectées